# 안양시 동안구 갑 (1996년 선거구)
안양시 동안구 갑은 대한민국의 옛 국회의원 선거구이다. 당시 경기도 안양시 동안구의 일부 지역을 관할했다.

## 역사
1992년, 안양시에 구제가 실시되면서 동안구가 신설되었다. 이에 제15대 국회의원 선거를 앞두고 안양시 동안구 갑 선거구가 신설되었다.
제16대 국회의원 선거를 앞두고 안양시 동안구 갑, 을 선거구가 통합되어 안양시 동안구 선거구를 이루게 됨에 따라 폐지되었다.

## 역대 국회의원
| 선거   | 정당 | 정당           | 의원   |
| ------ | ---- | -------------- | ------ |
| 1996년 |      | 새정치국민회의 | 최희준 |

## 역대 선거 결과

### 대한민국 제15대 국회의원 선거
|  | 27.63% |

|  | 24.70% |

|  | 23.61% |

|  | 13.74% |

|  | 10.30% |